# Jenmaniella
Jenmaniella là một chi thực vật có hoa trong họ Podostemaceae.

## Loài
Chi Jenmaniella gồm các loài: